# Minkówka
Minkówka (białorus. Мінкаўка) – przysiółek wsi Zabłotczyzna w Polsce, położony w województwie podlaskim, w powiecie hajnowskim, w gminie Narewka.
W latach 1975–1998 przysiółek administracyjnie należał do województwa białostockiego.
Prawosławni mieszkańcy przysiółka należą do parafii św. Mikołaja w Narewce, a wierni kościoła rzymskokatolickiego do parafii św. Jana Chrzciciela w Narewce.

## Położenie
Przysiółek leży na północ od Zabłotczyzny. Od zachodu graniczy z Puszczą Ladzką, od wschodu zaś z rzeką Narewką.

## Historia
Według Pierwszego Powszechnego Spisu Ludności, przeprowadzonego w 1921 roku, osadę Minkówka zamieszkiwało 38 osób (13 kobiet i 25 mężczyzn) w 3 domach, wszyscy mieszkańcy osady zadeklarowali wówczas białoruską przynależność narodową oraz wyznanie prawosławne.
30 lipca 1941, w ramach akcji tzw. “oczyszczania Puszczy Białowieskiej” inspirowanej przez Hermanna Göringa, hitlerowcy wysiedlili mieszkańców Minkówki, a wieś zrównali z ziemią. Chodziło o utworzenie wokół Puszczy strefy niezamieszkanej, aby utrudnić działalność partyzantom.